# Fons Flapper
Fons Flapper (29 mei 1999) is een Nederlands voetballer die als verdediger voor SV Meerssen speelt.

## Carrière
Fons Flapper speelde in de jeugd van SC Jekerdal, MVV Maastricht, KRC Genk en Roda JC Kerkrade. Sinds het seizoen 2018/19 maakt hij deel uit van de eerste selectie van Roda JC. Hij debuteerde voor Roda op 1 maart 2019, in de met 1-1 gelijkgespeelde thuiswedstrijd tegen FC Twente. Hij kwam in de 90+5e minuut in het veld voor Richard Jensen. Hij viel op 12 oktober 2019 in de 89e minuut in tegen Helmond Sport. Ook in het seizoen 2019/20 kwam hij tot één invalbeurt, in de met 4-0 gewonnen thuiswedstrijd tegen Helmond Sport. In 2020 vertrok hij transfervrij naar hoofdklasser SV Meerssen. Later in de zomer van 2020 was hij nog op proef bij Helmond Sport.

### Statistieken
| Seizoen                    | Club             | Land           | Competitie     | Competitie | Competitie | Beker | Beker | Totaal | Totaal |
| Seizoen                    | Club             | Land           | Competitie     | Wed.       | Dlp.       | Wed.  | Dlp.  | Wed.   | Dlp.   |
| -------------------------- | ---------------- | -------------- | -------------- | ---------- | ---------- | ----- | ----- | ------ | ------ |
| 2018/19                    | Roda JC Kerkrade | Nederland      | Eerste divisie | 1          | 0          | 0     | 0     | 1      | 0      |
| 2019/20                    | Roda JC Kerkrade | Nederland      | Eerste divisie | 1          | 0          | 0     | 0     | 1      | 0      |
| Carrièretotaal             | Carrièretotaal   | Carrièretotaal | Carrièretotaal | 2          | 0          | 0     | 0     | 2      | 0      |
| Bijgewerkt op 2 maart 2019 |                  |                |                |            |            |       |       |        |        |